# 日曜はダメよ (映画)
『日曜はダメよ』（にちようはダメよ、希題：Ποτέ Την Κυριακή、ラテン文字翻字：Poté tin Kyriakí、英題：Never on Sunday、仏題：Jamais le dimanche）は、1960年のギリシャ・アメリカ合衆国のロマンティック・コメディ映画である。1961年日本公開時のタイトルは『日𫞂はダメよ』。監督・脚本・主演はジュールズ・ダッシン、他の出演はメリナ・メルクーリとジョージ・ファウンダスなど。
ギリシャのピレウスに住む娼婦イリヤと、ギリシャ研究者でギリシャの全てをこよなく愛するアメリカ人旅行者ホーマーとの物語で、舞踊・音楽・言語などのギリシャ文化に観衆が穏やかに浸れるものとなっている。また、主題歌「日𫞂はダメよ」とブズーキによるテーマ音楽は1960年代を代表するヒット曲となり、作曲者のマノス・ハジダキスは第33回アカデミー賞で歌曲賞を受賞した。
また、アカデミー賞では他に主演女優賞（メリナ・メルクーリ）、衣裳デザイン賞（白黒部門）、監督賞、脚本賞にノミネートされた。

## ストーリー
ギリシャの港町に住むイリヤは底抜けに明るい売春婦で、町中の男たちの憧れだ。
アメリカから頭でっかちな古代ギリシャ哲学の民間研究家、ホーマーがやってきた。上陸第一歩、彼は酒場で町の男たちが酔って唄い踊るのに感激し思わず拍手したら、誤解され喧嘩になる。そこを仲裁したのが英語も喋れるイリヤだった。ホーマーは彼女こそアリストテレス以来の伝統的ギリシャ人とみて研究対象に決め、さらには今の商売をやめさせようと思った。二人は古代劇場での観劇に出かけるが、彼女の独特なギリシャ悲劇の解釈にホーマーは面食らう。
イリヤは日曜だけは仕事を休んで、トニオやジョルゴら気の合った男たちを呼んでドンチャン騒ぎをやった。ホーマーも粘りが功を奏して参加することができた。そこへ町の売春ボス、ノー・フェイスの子分ガルベジが贈物を持ってきたが、たちまち男たちにつまみ出された。
街の売春婦たちがボスに対して不当に高い家賃を払わされている中で、独立営業のイリヤはノー・フェイスにとってシャクの種だった。ホーマーのイリヤへの思惑を知ったノー・フェイスは、ホーマーに金をちらつかせてイリヤに足を洗わせる手助けを要求する。
ホーマーはイリヤの仕事を2週間休ませ、部屋を図書館のように模様替えしてイリヤに学問芸術を教え込む。イリヤもすっかりその気にはなるが、一抹の寂しさは抱え、クラシックではなく流行歌のレコードをかけて一人歌う。
売春婦の1人が、イリヤにホーマーがノー・フェイスの手先だと教えた。怒った彼女は今までの修行をほっぽりだした。そこへ外国の大艦隊が入港した。イリヤは売春婦たちの先頭に立ってノー・フェイスに抗議デモを始める。売春婦たちは皆逮捕されるが、留置場での団体交渉に成功して、軍配はイリヤ側に上った。
再び酒場にイリヤの姿がみられるようになり、男たちは大喜び。ギリシャ人気質を思い知らされたホーマーも考えを変え、やけくそのように踊りに加わった。
イリヤに恋心を抱くホーマーだが、イリヤの「日曜の人」はトニオだ。次の日、出港するアメリカ船の甲板に、1人寂しく帰国するホーマーの姿があった。

## キャスト
※括弧内は日本語吹替（初回放送1969年7月5日『土曜映画劇場』）
- イリヤ: メリナ・メルクーリ（富永美沙子）
- ホーマー: ジュールス・ダッシン（穂積隆信）
- トニオ: ジョージ・ファウンダス（英語版）（羽佐間道夫）
- ジョルゴ: ティトス・ヴァンディス（英語版）（大塚周夫）
- キャプテン: ミツオス・リグイーゾス（木村幌）
- デスポ: デスポ・ディアマンティドゥ（英語版）
  - その他日本語吹替：林洋子

## 主題歌をカバーしたアーティスト
- コニー・フランシス
- イーディ・ゴーメ
- ザ・コーデッツ
- ペトゥラ・クラーク
- ドリス・デイ
- ナナ・ムスクーリ
- ムーンライダーズ feat. 小島麻由美
- ジュリー・ロンドン
- 西田佐知子
- あがた森魚

## 作品の評価

### 映画批評家によるレビュー
Rotten Tomatoesによれば、9件の評論のうち高評価は67%にあたる6件で、平均点は10点満点中6.6点となっている。

### 受賞歴
| 賞                 | 部門                       | 対象                                                | 結果       |
| ------------------ | -------------------------- | --------------------------------------------------- | ---------- |
| 第33回アカデミー賞 | 監督賞                     | ジュールス・ダッシン                                | ノミネート |
| 第33回アカデミー賞 | 主演女優賞                 | メリナ・メルクーリ                                  | ノミネート |
| 第33回アカデミー賞 | 脚本賞                     | ジュールス・ダッシン                                | ノミネート |
| 第33回アカデミー賞 | 歌曲賞                     | 「日曜はダメよ」 作詞・作曲：マノス・ハジダキス     | 受賞       |
| 第33回アカデミー賞 | 衣裳デザイン賞（白黒部門） | セオニ・V・アルドリッジ（デニ・ヴァフリオティ名義） | ノミネート |